# Filicium decipiens
Filicium decipiens är en kinesträdsväxtart som först beskrevs av Wight & Arn., och fick sitt nu gällande namn av George Henry Kendrick Thwaites. Filicium decipiens ingår i släktet Filicium och familjen kinesträdsväxter. Inga underarter finns listade i Catalogue of Life.